# Cyrtandra hoseana
Cyrtandra hoseana är en tvåhjärtbladig växtart som beskrevs av Brian Laurence Burtt. Cyrtandra hoseana ingår i släktet Cyrtandra och familjen Gesneriaceae. Inga underarter finns listade i Catalogue of Life.